# Kathryn Hahn
Kathryn Hahn est une actrice américaine, née le 23 juillet 1973, à Westchester (Illinois).
Elle intègre l'univers cinématographique Marvel en incarnant la sorcière Agatha Harkness dans la série WandaVision (2021) puis Agatha All Along (2024) .

## Biographie

### Jeunesse et formation
Kathryn Hahn est née le 23 juillet 1973, à Westchester (Illinois). Mais elle déménage à Cleveland, Ohio. Ses parents sont Karen Bunker Hahn et William Hahn.
Elle a un diplôme obtenu à l'université Northwestern. Ensuite, elle est formée à l'Université Yale où elle joue dans diverses pièces de théâtres.
Elle a des ancêtres allemands, irlandais et anglais[pertinence contestée].

### Carrière
Elle fait ses débuts au cinéma en 1999 dans Flushed de Carrie Ansell. Puis en 2001, dans la série télévisée Preuve à l'appui, jusqu'en 2007.
En 2003 elle joue dans la comédie Comment se faire larguer en dix leçons, puis elle enchaîne en 2004 avec Présentateur vedette : La Légende de Ron Burgundy et De pères en fils.
En 2006, elle joue dans The Holiday aux côtés de Cameron Diaz, Kate Winslet, Jude Law et Jack Black.
En 2008, elle tourne dans la comédie Frangins malgré eux, où elle est de nouveau dirigée par Adam McKay. L'année d'après, elle retrouve Kate Winslet dans Les Noces rebelles.
En 2011, elle revient à la télévision dans plusieurs séries : Funny or Die Presents…, Traffic Light, Mad Love et Free Agents. Au cinéma, elle joue dans Our Idiot Brother de Jesse Peretz.
En 2013, elle tourne dans plusieurs films : Les Miller, une famille en herbe (We're the Millers) de Rawson Marshall Thurber, La Vie rêvée de Walter Mitty de Ben Stiller, Bad Words de Jason Bateman et Afternoon Delight de Jill Soloway.

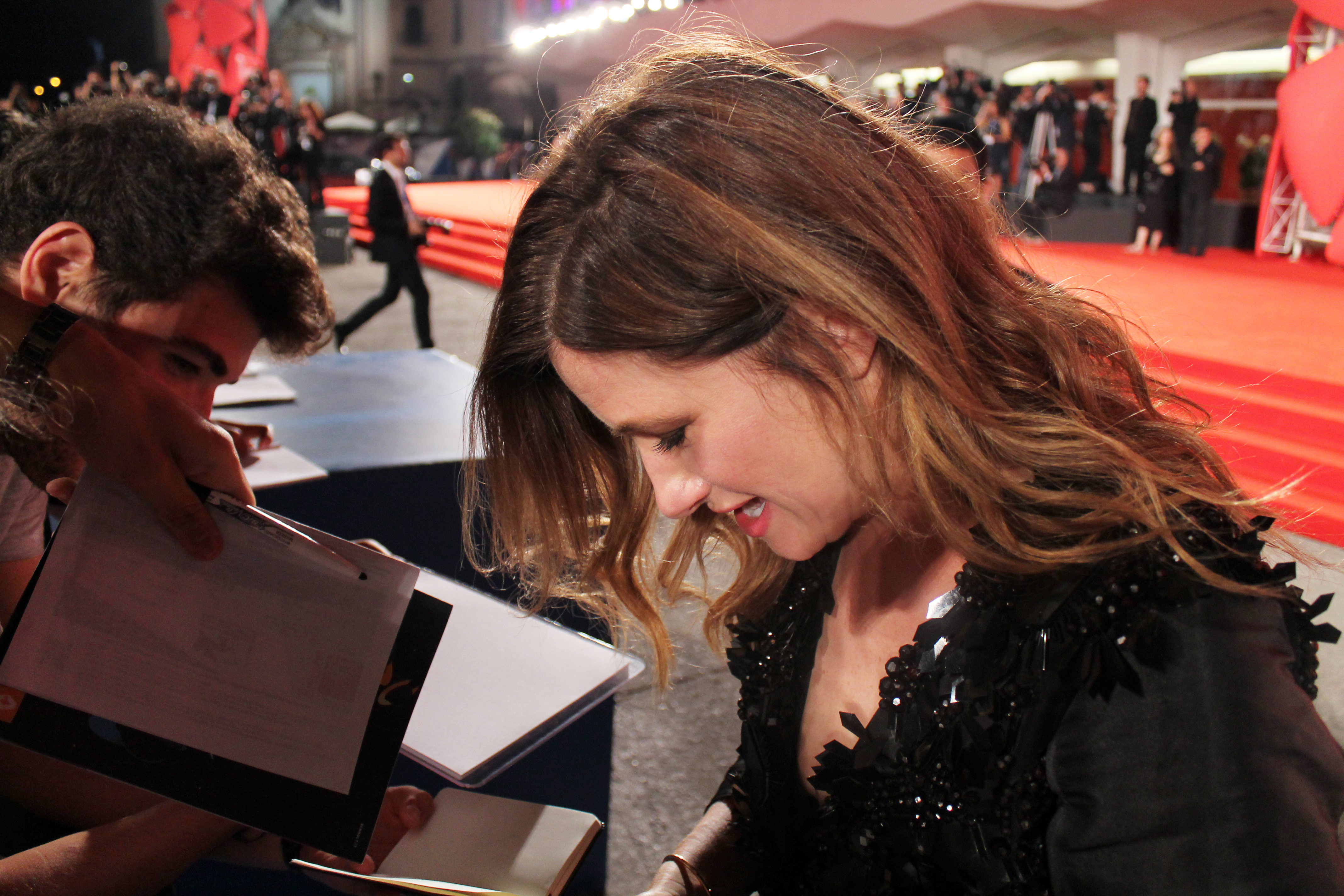
L'actrice en 2013 à l'avant-première de Broadway Therapy.

En 2015, elle est présente dans plusieurs épisodes d'Happyish et sur le grand écran dans À la poursuite de demain réalisé par Brad Bird avec George Clooney et Britt Robertson, puis Broadway Therapy de Peter Bogdanovich, le film d'horreur The Visit de M. Night Shyamalan et La Famille Fang où Jason Bateman la dirige pour la seconde fois.
En 2017, elle reprend son rôle dans Bad Moms 2 toujours réalisé par Jon Lucas et Scott Moore.
En 2019, elle tourne à la télévision dans Mrs. Fletcher, où elle tient le rôle principal. L'année suivante, elle joue avec Mark Ruffalo dans la mini-série I Know This Much Is True de Derek Cianfrance, puis elle prête sa voix à la série d'animation Central Park, diffusée sur Apple TV+.
En 2021, elle tient le rôle d'Agatha Harkness dans la série WandaVision, centrée sur les personnages de Wanda Maximoff (Elizabeth Olsen) et Vision (Paul Bettany).
En 2024, elle reprend son rôle d'Agatha Harkness dans la série Agatha All Along autour de son personnage.

### Vie privée
Elle est mariée depuis le 3 janvier 2002 avec Ethan Sandler avec qui elle a eu 2 enfants : Leonard Sandler né en octobre 2006 et Mae Sandler née le 27 juillet 2009.

## Filmographie

### Cinéma

#### Longs métrages
- 1999 : Flushed de Carrie Ansell
- 2003 : Comment se faire larguer en dix leçons (How to Lose a Guy in 10 Days) de Donald Petrie : Michelle Rubin
- 2004 : Rendez-vous avec une star (Win a Date with Tad Hamilton!), de Robert Luketic : Angelica
- 2004 : Présentateur vedette : La Légende de Ron Burgundy (Anchorman: The Legend of Ron Burgundy) d'Adam McKay : Helen
- 2004 : De pères en fils (Around the Bend) de Jordan Roberts : Sarah
- 2005 : Sept Ans de séduction (A Lot Like Love) de Nigel Cole : Michelle
- 2006 : The Holiday de Nancy Meyers : Bristol
- 2007 : Mimzy, le messager du futur (The Last Mimzy) de Robert Shaye : Naomi Schwartz
- 2008 : Frangins malgré eux (Step Brothers) d'Adam McKay : Alice Huff
- 2009 : Les Noces rebelles (Revolutionary Road) de Sam Mendes : Milly Campbell
- 2009 : The Goods: Live Hard, Sell Hard de Neal Brennan : Babs Merrick
- 2010 : Comment savoir (How Do You Know?) de James L. Brooks : Annie
- 2011 : Our Idiot Brother de Jesse Peretz : Janet
- 2012 : Peace, Love et plus si affinités (Wanderlust) de David Wain : Karen
- 2012 : The Dictator de Larry Charles : la femme enceinte
- 2013 : Les Miller, une famille en herbe (We're the Millers) de Rawson Marshall Thurber : Edie Fitzgerald
- 2013 : La Vie rêvée de Walter Mitty (The Secret Life of Walter Mitty) de Ben Stiller : Odessa Mitty
- 2013 : Bad Words de Jason Bateman : Jenny Widgeon
- 2013 : Afternoon Delight de Jill Soloway : Rachel
- 2013 : Dark Around the Stars de Derrick Borte : Judith
- 2014 : C'est ici que l'on se quitte (This Is Where I Leave You) de Shawn Levy : Alice Foxman
- 2015 : À la poursuite de demain (Tomorowland) de Brad Bird : Ursula
- 2015 : Broadway Therapy de Peter Bogdanovich : Delta Simmons
- 2015 : The Visit de M. Night Shyamalan : Loretta Jamison
- 2015 : La Famille Fang (The Family Fang) de Jason Bateman : Camille Fang jeune
- 2016 : Captain Fantastic de Matt Ross : Harper
- 2016 : The Do-Over de Steven Brill : Becca
- 2016 : Bad Moms de Jon Lucas et Scott Moore : Carla
- 2017 : Bad Moms 2 (A Bad Moms Christmas) de Jon Lucas et Scott Moore : Carla
- 2017 : Flower de Max Winkler : Laurie
- 2018 : Private Life de Tamara Jenkins : Rachel
- 2022 : Glass Onion : Une histoire à couteaux tirés (Glass Onion: A Knives Out Mystery) de Rian Johnson : Claire Debella

#### Films d'animation
- 2018 : Spider-Man: New Generation de Bob Persichetti, Peter Ramsey et Rodney Rothman : Dr Olivia « Liv » Octavius / Dr Octopus (voix originale)
- 2018 : Hôtel Transylvanie 3 : Des vacances monstrueuses (Hotel Transylvania 3: Summer Vacation) de Genndy Tartakovsky : Ericka Van Helsing (voix originale)
- 2021 : Hôtel Transylvanie : Changements monstres (Hotel Transylvania 4: Transformania) de Derek Drymon : Ericka Van Helsing (voix originale)
- 2023 : Spider-Man: Across the Spider-Verse : Dr Olivia « Liv » Octavius / Dr Octopus (caméo, voix originale)
- 2025 : Fixed de Genndy Tartakovsky : Honey

#### Courts métrages
- 2011 : Razzle Dazzle de Lauryn Kahn
- 2011 : Razzle Dazzle Part 2de Lauryn Kahn
- 2012 : The Hungover Games de Lauryn Kahn
- 2012 : Vacation Sex de Lauryn Kahn

### Télévision

#### Séries télévisées
- 2001 - 2007 : Preuve à l'appui (Crossing Jordan) : Lily Lebowski
- 2006 : Four Kings : Sharon
- 2010 : Hung : Claire
- 2011 : Funny or Die Presents… : Une chasseur (segment Death Hunt)
- 2011 : Traffic Light : Kate
- 2011 : Mad Love : Chef Linda Clay
- 2011 - 2012 : Free Agents : Helen
- 2012 : Girls : Katherine Lavoyt
- 2012 : The Newsroom : Carrie
- 2012 : Childrens Hospital : Une professeur
- 2012 : Robot Chicken : Mme Marquez (voix)
- 2012 / 2014 - 2015 : Parks and Recreation : Jennifer Barkley
- 2013 : NTSF:SD:SUV : Marge
- 2013 - 2015 : Kroll Show : La mère de Mickey (voix)
- 2014 : Chozen : Tracy (voix)
- 2014 : American Dad ! : Luli (voix)
- 2014 - 2016 / 2019 : Transparent : Raquel Fein
- 2014 / 2020 : Bob's Burgers : Jessica (voix)
- 2015 : Happyish : Lee Payne
- 2016 : Brooklyn Nine-Nine : Prise d'otage (saison 3 épisode 11) : Eleanor
- 2016 - 2017 : I Love Dick : Chris
- 2018 : Angie Tribeca : Air Force Deux (Air Force Two) (saison 4 épisode 10) : Susan
- 2018 : The Romanoffs : Anka
- 2019 : Mrs. Fletcher : Eve Fletcher
- 2020 : I Know This Much Is True : Dessa Constantine
- 2020 - 2021 : Central Park : Paige Hunter (voix)
- 2021 : WandaVision : Agatha Harkness / Agnes
- 2023 : Tiny Beautiful Things : Clare
- 2024 : Agatha All Along : Agatha Harkness / Agnes O'Connor
- 2025 : The Studio : Maya

##### Téléfilms
- 2007 : Nice Girls Don't Get the Corner Office de Gail Mancuso : Price
- 2009 : Ab Fab de Michael Burrows : Eddie
- 2010 : Most Likely to Succeed de Michael Patrick Jann

## Distinctions

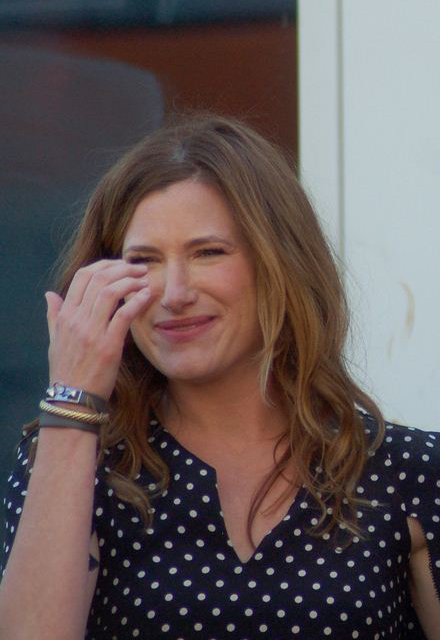
Kathryn en 2013.

### Récompenses
- Festival international du film de Palm Springs : Meilleure distribution pour Les Noces rebelles[5]
- Gotham Independent Film Awards : Meilleure révélation de l'année pour Afternoon Delight[5]

### Nominations
- Golden Globes 2025 : Meilleure actrice dans une série télévisée musicale ou comique pour Agatha All Along

## Voix francophones
En version française, Kathryn Hahn est principalement doublée par Laura Blanc depuis le début des années 2000 avec la série Preuve à l'appui, puis dans, Comment se faire larguer en dix leçons, Broadway Therapy, Parks and Recreation, Brooklyn Nine-Nine, Private Life, The Shrink Next Door.
Durant les années 2000, elle est également doublée par Marjorie Frantz dans Rendez-vous avec une star, Sophie Landresse dans Sept Ans de séduction, Brigitte Aubry dans Mimzy, le messager du futur, Patricia Piazza dans Frangins malgré eux, Valérie Siclay dans Les Noces rebelles et Brigitte Virtudes dans The Goods: Live Hard, Sell Hard.
Durant les années 2010 et 2020, elle est également doublée par Agnès Cirasse dans Hung, Dominique Léandri dans Comment savoir, Carole Gioan dans Girls, Les Miller, une famille en herbe et This Is Where I Leave You, Anne Mathot dans La Vie rêvée de Walter Mitty, Maia Baran dans Transparent, Laëtitia Lefebvre dans À la poursuite de demain, I Love Dick et The Romanoffs, Virginie Ledieu dans Captain Fantastic, Odile Schmitt dans The Do-Over, Marie Chevalot dans Mrs. Fletcher.
Dans l'univers cinématographique Marvel, elle est doublée par Edwige Lemoine dans WandaVision et Agatha All Along. De son côté, Déborah Perret lui prête sa voix à trois reprises, dans Bad Moms, Bad Moms 2 puis Glass Onion : Une histoire à couteaux tirés, en 2022.
En version québécoise, Éveline Gélinas est la voix régulière de l'actrice qu'elle double dans Un Amour comme ça , Notre idiot de frère, Gros Mots, Le monde de demain, Mères indignes et sa suite. Elle est également doublée par Marie-Andrée Corneille dans La Dernière Mimzy, Viviane Pacal dans Demi-frères, Comment savoir et Tout finit par se savoir, ainsi que par Valérie Gagné dans Nous sommes les Miller et La Vie rêvée de Walter Mitty.